# Takayama Yohei
Yohei Takayama (sinh ngày 26 tháng 11 năm 1979) là một cầu thủ bóng đá người Nhật Bản.

## Sự nghiệp câu lạc bộ
Yohei Takayama đã từng chơi cho Ventforet Kofu.